# Padalstvo
Padalstvo ali skok iz letala je zelo vznemirljiv in zanimiv ekstremni šport, ob katerem se nam poveča andrenalin. Predvsem pa ne smemo pozabiti omeniti, da je v primeru neizkušenosti in nesodelovanja z inštruktorjem to zelo nevaren šport. Zanj je treba opraviti predhodno izobraževanje, tečaj iz katerega dobimo dovoljenje za skoke. Za skok iz letala potrebujemo opravljeno licenco. Vsak padalec mora poznati opremo, prvine letalstva in letalske predpise. Prav tako pa mora vedeti, da je sposoben in ima dovolj poguma za skok iz letala.

## Zgodovina padalstva
Želja po letenju se je pojavljala že pri naših prednikih. Med te štejemo Leonarda da Vincija in mnoge druge, ki so že imeli skicirane zamisli izkoriščanja zračnega upora.   Prvo izkoriščanje zračnega upora pri prostem padu se je pojavilo že konec 16. stoletja za časa Galilea Galilea. Gallilei je dokazal, da se je Aristotel pri trditvi o sorazmerju med hitrostjo padanja in težo telesa pošteno zmotil, saj predmeti z različno maso v breztežnostnem prostoru padajo enako hitro. Hitrost padanja v zraku pa je odvisna od aerodinamike telesa, ki vpliva na zračni upor. V Evropi se je padalstvo razvijalo v času renesanse. Leonardo da Vinci je poleg zamisli za helikopter v obdobju 1483-86 skiciral tudi padalo v obliki piramide. Idejo za podobno napravo je konec 16. stoletja razvil hrvaški tehnik Faust Vrančič, ki je že poznal aerodinamiko iz načrtovanja vetrnih mlinov. Slika njegovega padala je bila prva, ki je leta 1595 doživela natis v knjigi. Padalo je imelo štirioglato ogrodje, na katerega je bilo pritrjeno platno. Vrančič ga je leta 1617  s 66 leti sam preizkusil in s tem postal »oče letalstva«. Za nadaljnji razvoj padal so pomembni trije francoski pionirji. Najpomembnejši med njimi je Sebastien Lenormand ki je skakal iz stolpa astronomskega observatorija v Montepellieru, kjer je uporabil padalo s premerom 4,5 m in višino dveh metrov ter 16 m nosilne površine. Vrvi so pod padalom nosile lesen sedež. Drugi francoz André-Jacques Garnerin, balonar ki je leta 1797 patentiral padalo, s katerim je skočil iz balona iz višine več tisoč metrov. Po prvi smrtni žrtvi med padalci leta 1837 je Charles Renard skonstruiral kombinirano napravo »drsno padalo-letalo« in postal pionir na področju opravljivih padal. Napredno rešitev sta leta 1895 prispevala nemška konstruktorja Latterman in Kaethe Paulus, ki sta uvedla zložljivo padalo z avtomatičnim odpiranjem. Izvedba je tako omogočala nošnjo in uporabo dveh padal.

## Teorija in postopki urjenja
Pred prijavo v padalsko šolo je treba opraviti zdravniški pregled. Za samostojen skok je treba opraviti teoretični tečaj, v katerem nas seznanijo s padali, opremo in letali, poučijo o tehnikah skoka in osnovah teorije skoka, spoznamo pa tudi osnove meteorologije. Tečaji potekajo po predhodno dogovorjenih rokih, s pomočjo katerih kandidat dobi zadostno količino teoretičnega znanja za prvi skok.
Za skok v tandemu teoretičnega tečaja ni treba opraviti.
Ko uspešno opravimo teoretični del, se moramo odločiti, ali se bomo šolali po postopku AFF ali postopku, pri katerem se pri prvih skokih uporablja trak za samodejno odpiranje - t.i. gurtna (TSO). Možno je tudi šolanje po postopku AIF.

### TSO
TSO postopek začnemo z zemeljskim urjenjem, nato sledi prvi skok. Učitelj nas pred vstopom v letalo preveri in nam namesti trak za samodejno odpiranje (žargonsko: gurtno). Pred skokom učitelj preveri vso opremo. Ko se poženemo iz letala, se skušamo postaviti v položaj žabe (obraz proti zemlji). TSO se po nekaj sekundah sproži sam in glavno padalo se odpre. 
Pri tem postopku naredimo 3-5 skokov s TSO. V tem obdobju nam učitelj namesti navidezno ročko za glavno padalo, katerega moramo pravilno potegniti med skoki. Ko je učitelj prepričan v naše zmožnosti, odstrani TSO in pripravi pravo ročko. V nadaljnji skokih moramo odpreti padalo v petih sekundah po zapustitvi letala. S časom nato podaljšujemo čas prostega pada. Po približno 50 skokih lahko naredimo izpit za padalca. Dokler smo učenci, ne smemo skakati brez učitelja in lahko opravimo do tri skoke na dan.

### AFF
AFF (accelerated free fall) postopek je namenjen pospešenemu učenju, čim daljšemu času prostega padanja in daljšemu času letenja z zaprtim padalom. Že najmanjša sprememba lege dlani ali težišča telesa bo spremenila smer leta. 
Teoretični del in praktični zemeljski del se bistveno ne razlikuje od programa TSO. Bistvena razlika se pokaže pri prvem skoku. Prvi skok pri AFF se opravi kot vsi ostali z višine 4000m. Z učencem skočita dva učitelja, ki ga držita za roke in ga učita obvladovanja telesa. Med prostim padom mora učenec večkrat nakazati, kako bi odprl padalo. To stori na višini 1000m. Če tega ne stori, mu glavno padalo odpre eden od učiteljev. Po odprtju se učenec vede popolnoma enako kot pri programu TSO.
AFF program ima 8 stopenj. Pri prvih treh zraven letita 2 učitelja. Če učenec uspešno opravi prvi dve stopnji, ga na tretji učitelja izpustita iz rok in mu dovolita prost in samostojen polet. Od četrte do sedme stopnje z njim skače samo en učitelj, učenec se takrat uči obrate, salte, približevanje in oddaljevanje. Ko učitelj presodi, da učenec obvlada telo v času brez odprtega padala, lahko učenec skoči sam. 

### AIF
AIF (instructor assisted freefall) je program podoben AFF. Razlika je v tem, da je v programu AIF prisoten samo en učitelj. AIF program je sestavljen iz dveh obdobij, prvo vsebuje več tandenskih skokov, v tem času se učenec privaja prostemu padu in ravnanju z letečim padalom-krilom. V drugem obdobju gre za podoben program kot pri AFF postopku, razlika je le v številu učiteljev, ki učenca spremlja od prvega skoka naprej.

## Oprema
Sodobna oprema padalca sestoji iz naslednjih glavnih sklopov: 

Iz kupole z vrvicami :
- glavno padalo,
- rezervno padalo.

Iz vezalnega pasovna(jermenje padala):
- pasovi,
- padalski nahrbtnik,
- notranja vreča,
- sistem za odpiranje.

Rezervno in glavno padalo sta sestavljena popolnoma enako. Rezervno padalo je spravljeno v zgornjem delu, glavno pa v spodnjem delu nahrbtnika.
- Reševalno padalo na nosilnih trakovih nima sistema treh obročkov, kateri skrbi za odstranitev glavnega padala z letalne vezi. 
- Vezalno pasovje je sistem vezi, s katerimi padalski nahrbtnik varno pripnemo na hrbet. 
- Sestavljeno iz dveh bočnih, dveh nožnih in ene prsne vezi. Na levi bočni vezi je všit žepek za ročico reševalnega padala. 
- Na desni bočni pa ježek, na katerega je pritrjena blazinica za odpiranje glavnega padala.
- Notranja vreča vsebuje zloženo kupolo glavnega padala. Vreča ima posebne gumijaste zanke, kamor se pri zlaganju pripenjajo nosilne vrvice padala.
- Sistemov za odpiranje glavnega padala je več. Pri šolskih padalih, katera se odpirajo s potegom ročice, poteka od desne nožne vezi do pokrova glavnega padala žična pletenica. 
- S potegom osvobodimo pokrov predela glavnega padala in tako aktiviramo proces odpiranja.

Višinomeri so naprave, ki prikazujejo višino na kateri se nahajamo. Običajno se uporabljajo mehanski, katere nosimo na roki, podobno kot ure.

Obstajajo tudi elektronski kateri nas po želji opozorijo trenutno višino.

Obleko za skakanje lahko uporabimo vsako boljšo trenerko. Športni padalci uporabljajo posebne kombinezone, ki omogočajo lažje krmiljenje telesa v prostem padu.

Obutev je najbolje imeti takšne copate, ki zaščitijo gležnje. Če so ti z vezalkami moramo poskrbet, da se ne bodo zatikali.

Čelada, učenci morajo obvezno uporabljati zaščitno čelado. Varuje pred morebitnimi zasilnimi pristanki, trki v zraku in morebitnih nujnim stanjih med vzletom.

Očala, uporabljajo se za zaščito oči, saj so hitrosti padanja tako velike, da lahko pride do okvar oči.

## Letenje v prostem padu

### Nevtralni položaj
Položaj v katerem padalec leti z obrazom proti zemlji in vzdržuje najmanjšo možno hitrost, običajno imenujemo nevtralni položaj. Pomembna značilnost je stabilna lega med letenjem. V takšnem položaju lahko znižamo težišče samo tako da boke porinemo naprej, roke in noge pa skušamo odsuniti nazaj. Že vzdržujemo takšno lego roke in noge delujejo kot stabilizatorji. Položaj je izredno pomemben, saj v tem položaju odpiramo padalo zato se moramo pred odpiranjem postaviti v nevtralen ali žabji položaj.

### Položaj žabe
Noge so obrnjene navzgor, roke pa so v ravni ramen pravokotno postavljene ob telo. V tem položaju lahko že z rokami in nogami krmilimo. Pomembno je vzdrževanje položaja saj vsakršen premik udov lahko povzroči vrtenje okoli ene izmed osi. 

### Delta položaj - drsenje naprej
Stabilen položaj, telo obrnjeno proti zemlji pod določenim kotom, glava gleda navzdol. Velikost kota uravnavamo z rokami in dlanmi, ki so iztegnjene nazaj in potegnjene ob telo. V tem položaju lahko hitrost naraste čez 300km/h. Pri takšnih hitrostih padala praviloma ne odpiramo. 

### Vrtenje okoli navpične osi
Najbolje je obrate začeti iz položaja žabe, že premik roke lahko povzroči vrtenje okoli osi. Pomembno pri obratih je določitev izhodiščne točke in pomnjenje te. Vrnitev pogleda na to točko bo pomenilo obrat za 360 stopinj.

### Sodček
Sodček je obrat okoli vzdolžne osi. Tudi ta položaj začnemo iz žabe. Najlažje ga napravimo da noge iztegnemo in stisnemo skupaj. Eno roko pustimo iztegnjeno, drugo pa skrčimo in stisnemo ob prsni koš. Na strani roke se bo povečal upor in tako nas bo začelo vrteti okoli vzdolžne osi.

### Salta naprej in nazaj
Osnovni položaj je žaba, za salto naprej iztegnemo noge, v pasu pa se prepognemo. Sukali se bomo naprej. Pri salti nazaj naredimo obratno. Noge skrčimo k telesu, prsni koš pa ostane iztegnjen. Telo se bo začelo vrteti nazaj.

Pri nenadzorovanem padanju se poskušamo postaviti v položaj delta in nato v žabo ali nevtralen položaj. Drug način je da se skrčimo (kolena k prsnem košu, roke na prsni koš) ter nato sunkovito raztegnemo v nevtralen položaj. 

## Pristanek
Pri vseh postopkih očenja pristanemo enako. Ko skočimo iz letala, odpremo padalo in ga vodimo s krmilnimi vrvicami.

Šolski krog kateri se prične nekje na višini dvesto metrov se doskočišču približamo v navidezni črti, ki je bočno od mesta pristanka in od njega oddaljena približno sto metrov. 

Doskočišču se približamo s hrbtnim vetrom in se peljemo mimo njega. Nato v pravem trenutku zavijemo pravokotno levo ali desno in proti doskočišču.

Letimo ravno in znova zavijemo natančno proti mestu pristanka.

Pred pristankom na višini petnajstih metrov popustimo krmilni vrvici. 

Tik preden se dotaknemo tal morajo biti vrvice zategnjene do konca.